# The Automatic
The Automatic (También conocidos en EE. UU. y Canadá como The Automatic Automatic) fue una banda de indie rock, Punk Dance originaria de Gales. Sus integrantes originales son Robin Hawkins, James Frost, Iwan Griffiths y Alex Pennie. Este último dejó la banda en 2007, sustituido por Paul Mullen de la desaparecida banda YOURCODENAMEIS:MILO. La banda se formó originalmente en Cowbridge. Muse, Blur y The Blood Brothers son sus principales influencias. La banda estrenó su primer álbum Not Accepted Anywhere el 19 de junio del año 2006, del que se desprenden tres sencillos: Raoul, Recover y Monster los cuales se colocaron en los primeros lugares de las listas de popularidad en Reino Unido. El 25 de agosto del año 2008 estrenaron su segundo álbum This is a Fix con su nuevo integrante Paul Mullen. De este segundo álbum, se lanzó un único sencillo: Steve McQueen. En 2009, se encontraban finalizando su tercer álbum Tear the Sings Down, del cual se lanzó el 3 de noviembre del año 2009 su primer sencillo: Interstate. El 1 de marzo se lanzó su segundo sencillo Run & Hide y una semana después el álbum Tear the Signs Down. El 20 de junio fue lanzado el tercer sencillo Cannot Be Saved.
En 2013, a través de un comunicado por un blog de Iwan Griffiths, se confirmaba la ruptura de la banda para siempre, terminando así con la incógnita que había dejado la banda luego de 3 años sin alguna señal de continuidad.

## Historia

### Inicios de la banda (1998 - 2005)
Los miembros se conocieron en la escuela primaria, en la que formaron una banda a la edad de 13 años. Cinco años más tarde, invitaron a Alex Pennie a unirse a la banda. Originalmente se llamaron White Rabbit. No fue hasta 2005, cuando la banda se cambió el nombre a The Automatic. La razón del nombre según argumentan, es porque “La música es el antídoto para la vida automática”. Después de grabar su maqueta con dos temas, ya contaban con dos versiones remasterizadas de Monster y Rats. En 2005 firmaron un contrato con B-Unique Records.

### Not Accepted Anywhere (2006 - 2007)
Después de firmar su contrato con B-Unique Records, comenzaron a escribir y grabar su primer disco. Su primer resultado fue Recover, presentado el 7 de noviembre del 2005, junto con un B-Side: Jack Daniels. Los meses posteriores, la banda estuvo bajo presión, debido a que la grabación del siguiente trabajo debía estar terminada para enero, lo que causó que algunas de sus canciones resultaran similares. Si bien, Recover les trajo mucha publicidad. Tanto que NME los agregó a su gira y fueron llamados como “El Sonido del 2006”. Pronto la banda tuvo más éxitos, tanto que fue ganadora del premio como Mejor Banda Nueva en el Pop Factory Awards.
Después de una gira con The Kooks, a principios del 2006 la banda comenzó con el lanzamiento de su segundo sencillo Raoul, que llegó el 27 de marzo de 2006 siendo el primer cuadro de liberaciones subvencionales, alcanzado el primer lugar en el UK Singles Chart de 35 puestos. La pista On the Campaign Trail también fue lanzada en el Sencillo en CD mientras que la pista Trophy Wives fue lanzada en el disco de vinilo. El sencillo recibió una gran cantidad de transmisiones en los dos canales televisivos de MTV. La banda fue en todo el país un gran éxito, con la promoción del sencillo Raoul.
El 27 de abril Not Accepted Anywhere fue anunciado, con 12 pistas, que verían la luz con B-Unique el 19 de junio de 2006, en el que agregaron una nueva versión del sencillo Monster y más fechas de presentación. Después de esto la banda recibió una gran cantidad de críticas. Unos encuestados se quejaban sobre el exagerado tono de los gritos del tecladista Alex Pennie, mientras otros aseguraban quedaba un margen de identidad e individualismo. Algunos solo se quejan de lo que escribió Dom Gourlay de Drowned In Sound:” El MNE realizó una innecesaria aportación con los chirridos del tecladista Alex Pennie, el cual causa tanto daño a tal punto del suicidio” El álbum aun sigue siendo muy popular en cuanto a ventas en el Reino Unido, alcanzando el número tres en el Reino Unido y permaneció en el gráfico por más de medio año. Monster también resultó ser un gran éxito alcanzando el número 4 en el gráfico de sencillos. Curiosamente la banda fue acusada de que Monster fue un Hit Wonder. A pesar de que Monster, siendo su segundo top 40, la banda dijo que desde su lanzamiento, un hubo presión ni era el objetivo alcanzar algo tan popular como Monster. El EP Raoul fue una colección de canciones que no se incorporaron al último álbum. Su fecha de lanzamiento fue el 17 de julio de 2007.
Tras el lanzamiento del álbum, la banda fue de gira con The Dog Cat y sus amigos galeses Viva Machine. Fueron 13 fechas a través del Reino Unido. También realizaron un recorrido en festivales incluidos el Reading y Leeds Festival, T4 on the Beach y T In The Park. Luego llegó el relanzamiento de Recover. El sencillo alcanzó el lugar número No. 32 en las listas de popularidad del Reino Unido. Después del lanzamiento de este sencillo que fue el 18 de septiembre de 2006, la banda realizó varias presentaciones en un tour por Europa y Japón. 
Durante la Navidad el 2006, la banda empezó a escribir nuevas canciones que empezarían a tocar el año próximo en el tour Rock NME 2007 estas canciones llevan el título de Steve McQueen y Revolution (ahora llamada Secret Police). Estas estarían acompañadas por un cover de la canción Life During Wartime de los Talkings Heads, así como el quinto y último sencillo del álbum Not Accepted Anywhere. 
Después de una intensa gira por el Reino Unido, la banda saco su álbum Not Accepted Anywhere en E.U.A y Canadá en el mes de junio. Esto precedió a su participación en el Warped Tour del 2007 y fue inaugurado en E.U.A. con su sencillo Monster que fue lanzado el 14 de mayo de 2007. Tras el Warped Tour y el lanzamiento del disco, la banda se embarcó en su primer tour por Estados Unidos. Antes de regresar al Reino Unido, dieron su espectáculo final de la era de Not Accepted Anywhere .
Salida de Alex Pennie
El 18 de septiembre de 2007 fue anunciado por el The Automatic, Alex Pennie, su retirada del grupo. Alex toco por última vez con el grupo en el Get Loaded in the Park del 2007, sin embargo había estado activo durante algún tiempo con la banda para ayudar con el proceso de la escritura de su segundo albulm, This is a Fix. Esto se anunció a través de la página web y MySpace de la banda. Donde se aclaraba que Pennie encontraba tocar con sus compañeros cada vez más aburrido y que había crecido al margen de ellos.
En noviembre, NME informó que la banda no había tenido contacto directo con Pennie desde la separación. El bajista y líder de la banda, Robin Hawkins intercambio mensaje via MySpace con Alex. Sin embargo la información que se tiene es que Alex Pennie formó una nueva banda de Punk. Alex declaró recientemente que va a volver al Reino Unido para comenzar su “nuevo proyecto”. Luego el ex-The Automatic anunció que él sería el vocalista principal. Pennie confirmó en 2009 que no hay resentimientos y que él y su banda fueron decimales en el estudio de Cardiff. El mismo manifestó que ver a The Automatic era “Como ver a una Exnovia y que el cómo sus compañeros están en buenos términos.
This Is A Fix
Después de la salida de Alex Pennie, la banda se apresuró a hacer una nueva contratación: Paul Mullen de YOURCODENAMEIS: MILO. Después de que …Milo se tomara un receso. Mullen sería guitarrista, cantante y tocaría el sintetizador ocasionalmente, por lo que no sería un reemplazo directo de Alex Pennie. La banda ya había estado trabajado antes de la salida de Pennie y tenía alrededor de 10 canciones, de las cuales dos eran “Steve McQueen” y Secret Police que se habían realizado durante las varias giras del 2007.
Después de trabajar en su estudio en Cardiff, la banda viajó a Los Ángeles California, donde empezaron a trabajar con Don Gilmore, quien ha trabajado con gente como Linkin Park y Dashboard Confenssional, sin embargo, no estaban contentos con los resultados, por lo que van a trabajar con Butch Walker, con quien trabajaron por un tiempo, hasta tener que regresar al Reino Unido en la que consiguieron una gran parte del nuevo registro en Cardiff para trabajar con Rich Jackson, quien ya había trabajado para Not Accepted Anywhere.
Después de que el proceso de grabación se completara en marzo, la banda comenzó una gira por clubes, tocando en lugares más pequeños para “conocer de cerca” a los aficionados, con el apoyo de sus amigos Viva Machine y con los gustos de Cantebury y Attack Attack . El primer sencillo de This is a Fix se anunció, Steve McQueen que estaría disponible el 18 de agosto de 2008. Luego llegaría el Tour NME 2007, al que se la agregarían más fechas para agosto y septiembre. La banda también anunció su participación en el festival de Reading y Leeds, así como la realización de la edición británica del videojuego Rock Band, el festival Glastonbury y otros conciertos alrededor de Europa.
El sencillo Steve McQueen fue estrenado en el show de Zane Lowe en BBC Radio el 7 de julio de 2008. Al día siguiente NME.com difundió el video de la canción. Siguiendo con el tema, This is a Fix se puso disponible como un regalo el 30 de julio de 2008 a través de una descarga. El 18 de agosto, el día de la disponibilidad de Steve McQueen, el abulm estuvo disponible en la página MySpace de la banda. Luego la banda realizó un nuevo cover Love in This Club de Usher.
Después del lanzamiento del álbum de la banda, el grupo completo dos giras del álbum en Reino Unido en los meses restantes del 2008. Antes de regresar al estudio en Cardiff la banda confirmó que Magazines sería el segundo sencillo de This is a Fix, como lo indica un comunicado en febrero del 2009. Sin embargo esto fue ignorado. The Automatic junto con Get Cape, Wear Cape, Fly, Frank Tuner y My Vitriol anunciaron ser parte del espectáculo final en el London Astoria el miércoles 14 de enero, un espectáculo benéfico para Love Music Hate Racism and Jail Guitar Doors.
Tear The Signs Down
Página Principal: Tear the Signs Down
Desde el comienzo del 2009, la banda comenzó a trabajar en el estudio con nuevas pistas y en marzo había alrededor de 10 canciones en varias etapas en desarrollo siendo algunos demos y otros no. La banda dio plena constancia de las 4 nuevas pistas a principios de abril y el 18 de abril se confirmó los nuevos temas con respuesta al nuevo álbum.
La banda lanzó una nueva pista llamada Something Else el 6 de agosto de 2009 en su página web y MySpace. Esta se presenta como el primer lanzamiento después de casi un año. El tema estará disponible como descarga gratuita. La banda ha estado colaborando con instrumentistas de arco en sesiones actuales de grabaciones. El 28 de septiembre de 2009, la banda anunció una gira de noviembre, que coincidirá con el lanzamiento del nuevo materia de su próximo lanzamiento.
El 12 de octubre de 2009, la banda filmó un video de su nuevo sencillo fuera de la capilla de Cardiff Arts Center. Paul Mullen sugirió a través de su Twitter personal que le video se estrenaría a finales de octubre de 2009.
El 3 de noviembre de 2009 la banda galesa lanzó su sencillo Interstate que está disponible en su MySpace y página oficial. Además, se presentó el video de la canción. También se anunció el nombre del nuevo álbum llamado Tear the Signs Down.

### Ruptura (2013)
Luego de casi 4 años sin actividad, tanto musical como en escenarios, Iwan Griffiths oficializó la ruptura total de la banda a través de su blog personal de Internet. Cada miembro de la banda continuó con sus proyectos musicales, siendo Paul Mullen el más activo hasta la fecha, por sus diferentes bandas. Mientras que de los miembros sobrantes de "The Automatic",  no se sabe mucho al no tener mucha actividad en sus redes sociales.

## Discografía
- Not Accepted Anywhere (2006)
- This Is a Fix (2008)
- Tear the Signs Down (2010)

- Datos: Q1849852
- Multimedia: The Automatic / Q1849852